# Southern District
Der Southern District (deutsch Südlicher Distrikt) ist ein Distrikt Botswanas. Die Hauptstadt des Distrikts ist Kanye.
In dem 28.470 Quadratkilometer großen Gebiet leben 215.775 Menschen (Stand: Volkszählung 2011). Die selbstverwaltete Stadt Jwaneng wird durch ein Town Council geführt.
Im Süden grenzt der Southern District an die südafrikanische Nordwest-Provinz.